# Championnats de Hongrie d'escrime 1930
Navigation
Édition précédente Édition suivante
Les championnats de Hongrie d'escrime 1930 ont lieu le 3 mai 1930 pour le fleuret féminin, le 2 mai 1930 pour le fleuret masculin, le 4 mai 1930 pour le sabre et le 16 février 1930 pour l'épée à Budapest. Ce sont les vingt-septièmes championnats d'escrime en Hongrie. Ils sont organisés par la MVSz.
Les championnats accueillent une nouvelle arme : l'épée. Les championnats comportent donc quatre épreuves, le fleuret masculin et féminin l'épée masculine et le sabre masculin.
Aladár Gerevich fait sa toute première apparition sur un podium des championnats de Hongrie. Il remporte la médaille d'argent au sabre. Il est alors âgé de vingt ans.

## Classements
| Épreuves          | Or                       | Argent                       | Bronze                      |
| ----------------- | ------------------------ | ---------------------------- | --------------------------- |
| Fleuret           |                          |                              |                             |
| Hommes individuel | György Piller MAC        | Gusztáv Kalniczky Vénfiúk VC | Ottó Hatz Tiszti VC         |
| Femmes individuel | Erna Bogen Tiszti VC     | Tary Gizella Tiszti VC       | Ilona Elek Wesselényi VC    |
| Sabre             |                          |                              |                             |
| Hommes individuel | Sándor Gombos Nemzeti VC | Aladár Gerevich MAC          | János Garay Tisza István VC |
| Epée              |                          |                              |                             |
| Hommes individuel | János Hajdu Szolnoki VC  | József Rády MAC              | Pál Dunay BBTE              |